# Phần mềm giỏ hàng
Phần mềm giỏ hàng (Tiếng Anh: Shopping cart software) là một phần mềm thương mại điện tử (e-commerce software) cho phép khách hàng truy cập vào một trang web, chọn lựa và mua sắm các sản phẩm trên trang web đó. Phần mềm tạo ra một danh sách các sản phẩm mà khách hàng muốn mua bằng cách thêm chúng vào giỏ hàng ảo. Khách hàng có thể nhìn thấy các sản phẩm mà họ đã chọn qua giỏ hàng trực tuyến, họ có thể chọn thêm hoặc loại bỏ các sản phẩm đó.
Khi khách hàng hoàn tất việc mua sắm, phần mềm giỏ hàng cung cấp một phương tiện thanh toán an toàn cho các sản phẩm đã chọn thông qua một thủ tục thanh toán ảo. Chủ của trang web thương mại điện tử sau đó sẽ nhận được thông tin mua hàng của khách hàng, nhờ vậy họ có thể hoàn thành đơn hàng bằng cách đóng gói và vận chuyển chúng đến địa chỉ của người mua hàng.

## Phân loại[3]
Có ba loại phần mềm giỏ hàng phổ biến, được phân loại dựa trên cách mà phần mềm được thêm vào trang web, cách chúng được phân phối, và được phân loại bởi người chịu trách nhiệm cập nhật phần mềm:
1. Phần mềm giỏ hàng mã nguồn mở (Open-source shopping cart software): Phần mềm này thường được sử dụng một cách miễn phí, được phát hành với giấy phép mở (open license) cho phép bất cứ lập trình viên nào cũng có thể truy cập và chỉnh sửa mã nguồn. Phần mềm cần tải xuống rồi cài đặt lên máy chủ web và phải đáp ứng các yêu cầu của hệ thống phần mềm. Người dùng phần mềm phải tự thực hiện cập nhật bằng cách tải lên các phiên bản phần mềm mới trên máy chủ web.
2. Phần mềm giỏ hàng được cấp phép (Licensed shopping cart software): Được lập trình bởi một công ty và có sẵn để khách hàng mua và sử dụng. Thông thường, người dùng phải trả một khoản phí để có thể sử dụng phần mềm. Phần mềm giỏ hàng được cấp phép được cho rằng dễ sử dụng hơn phần mềm giỏ hàng mã nguồn mở. Phần mềm cần được cài đặt và bảo trì giống như nguồn mở bằng cách tải lên một máy chủ web đáp ứng các yêu cầu phần mềm và tuân thủ PCI. Người sử dụng phần mềm cũng sẽ cần phải tự tải lên các phiên bản mới.
3. Nền tảng thương mại điện tử được lưu trữ (Hosted eCommerce platforms): Phần mềm được biết đến với tên gọi khác là giải pháp SaaS (software-as-a-service) kết hợp phần mềm giỏ hàng và dịch vụ lưu trữ website. Phần mềm không cần phải tải xuống và cài đặt mà cho phép người dùng dùng thử miễn phí, sau đó sẽ tính phí định kỳ theo các tính năng và lợi ích cụ thể. Ngoài ra, việc cập nhật và bảo trì sẽ được thực hiện bởi các lập trình viên. Các nền tảng thương mại điện tử được lưu trữ cũng cung cấp giao diện dựa trên trang web để người sử dụng phần mềm có thể quản lý cửa hàng, điều hành doanh nghiệp trực tiếp từ trình duyệt web.

## Lợi ích[4]
Phần mềm giỏ hàng hỗ trợ việc triển khai hoạt động thương mại điện tử theo nhiều cách, đó là lý do tại sao khi sử dụng phần mềm này thì khách hàng (những người sử dụng phần mềm) phản hồi rằng họ nhận được rất nhiều lợi ích. Những lợi ích mà một phần mềm giỏ hàng ảo có thể mang lại là:
1. Tính bảo mật cao: Hầu hết các cửa hàng trực tuyến lựa chọn sử dụng phần mềm giỏ hàng do các vấn đề về bảo mật. Họ nhận thấy rằng việc thanh toán và giao dịch được sẽ được quản lý tốt hơn khi sử dụng phần mềm này. Với một giỏ hàng đã được cấp phép, chủ cửa hàng sẽ cảm thấy yên tâm hơn khi đợi doanh thu của họ quay về một cách an toàn và bảo mật.
2. Đem lại sự tiện lợi khi mua sắm: Người tiêu dùng có thể mua sắm ngay tại nhà mà không cần phải ra cửa hàng. Đối với các cửa hàng trực tuyến, chủ cửa hàng không cần phải quan tâm đến việc trang trí hay lựa chọn địa điểm cho cửa hàng.
3. Quản lý dữ liệu mua hàng: Phần mềm giỏ hàng không chỉ là công cụ mà còn là cơ sở quản lý thông tin thông minh giúp chủ cửa hàng thu thập dữ liệu khách hàng. Phần mềm giỏ hàng lưu trữ thông tin về đơn hàng và lịch sử mua hàng của khách hàng, thu thập và triển khai thông tin thẻ tín dụng và cung cấp thông tin về xu hướng mua hàng qua nhiều giai đoạn.
4. Tạo nên mặt tiền cho cửa hàng, hỗ trợ cho việc kinh doanh: Một phần mềm tốt sẽ đảm bảo việc tiếp cận sản phẩm, dịch vụ dễ dàng hơn và cũng giúp xây dựng hình ảnh cửa hàng một cách chính xác và hiệu quả hơn.
5. Đơn giản hóa quá trình thanh toán: Phần mềm giúp thu thập các khoản thanh toán một cách nhanh chóng. Nó cung cấp đầy đủ các tính năng, quy trình cần thiết để thực hiện việc thanh toán với khách hàng.
6. Tương thích với nhiều loại phương thức thanh toán: Một giỏ hàng ảo được triển khai tốt sẽ cung cấp đa dạng các phương thức thanh toán cho khách hàng trên trang web. Càng nhiều phương thức thanh toán đồng nghĩa với việc càng nhiều khách hàng có thể mua sắm tại đây.
7. Xác định xu hướng mua sắm và hành vi của những người truy cập: Với phần mềm giỏ hàng, chủ cửa hàng sẽ có thể theo dõi được hành vi mua hàng, các tiêu chuẩn và mối quan tâm khi mua sắm của khách hàng một cách dễ dàng hơn. Một phần mềm tốt có thể cung cấp thông tin và phân tích xem nội dung nào triển khai tốt hơn và thúc đẩy việc mua hàng.
8. Thu thập phản hồi: Sau mỗi quy trình mua hàng, khách hàng sẽ được yêu cầu phản hồi, đánh giá dịch vụ và đề xuất cải thiện. Từ đó các chủ cửa hàng có thể dựa trên các phản hồi để đưa ra các giải pháp giúp nâng cao hiệu quả kinh doanh của mình.